# USS Trumbull (1799)
Pour les autres navires du même nom, voir USS Trumbull.
L'USS Trumbull, troisième navire de la marine américaine à porter le nom, était un sloop de guerre de 18 canons construit par l'agent de la Marine Joseph Howland entre 1799 et 1800. La construction de navires pour la marine et l'expansion de l’US Navy ont été autorisées par le Congrès en réponse aux nombreuses pertes de navires marchands dans le conflit appelé Quasi-guerre entre les États-Unis et la France.